# Refik Anadol
Refik Anadol (Istanbul, 1985) és un dissenyador i artista de mitjans de comunicació turcoamericà. Els seus projectes consisteixen en algorismes d'aprenentatge automàtic basats en dades que creen entorns abstractes i de caràcter oníric utilitzant la intel·ligència artificial (IA). Viu a Los Angeles.

## Vida primerenca i educació
Anadol va néixer i créixer a Istanbul, Turquia. Es va llicenciar en Fotografia i Vídeo i rebé un Màster de Belles Arts a la Universitat Bilgi d'Istanbul. Després dels seus estudis a Turquia, es traslladà als Estats Units per estudiar al programa d'Arts dels Mitjans de Disseny a la Universitat de Califòrnia a Los Angeles on se li va atorgar un segon Màster en Belles Arts.

## Feina
Anadol va començar la carrera creant instal·lacions permanents d'art públic com el projecte de 'Representacions Virtuals', elaborat a San Francisco, i el del 'Vent de Boston', una «pintura de dades» que va canviant d'acord amb les dades del vent en temps real a Boston. Va obtenir atenció ràpidament en el món de l'art gràcies al seu enfocament nou i innovador mitjançant l'ús de dades digitals.
Altres instal·lacions permanents d'art públic són: 'Interconnectats', una pantalla d'art animat d'uns 2,147 peus quadrats situat a l'Aeroport Internacional de Charlotte-Douglas a Carolina del Nord; 'Virtual appliqué', al Beverly Center (centre comercial) de Los Angeles; i 'Cristall de Dades', una escultura de dades d'IA impresa en 3D i a gran-escala, instal·lada a l'Edifici Portland de la ciutat homònima d'Oregon.
Altres comissions addicionals inclouen instal·lacions provisionals com 'L'habitació Infinita', projecte del Biennal d'Istanbul de 2015 al Centre d'Arts Escèniques Zorlu. Allí va crear un entorn immersiu transformant totes les superfícies de l'habitació en un espai abstracte, infinit i en movimient. El projecte de 'L'habitació Infinita', va ser posteriorment exposat al festival South by Southwest (SXSW) d'Austin, Texas.
El 2018, se li va encarregar la creació d'una obra que seria projectada a la Sala de Concert de Walt Disney (WDCH) com a part de la celebració del centenari. Amb aquest motiu creà una escultura de dades de 12 minuts d'animació que fou anomenada 'Somnis WDCH'. L'animació va comptar amb una sèrie de fotografies extretes digitalment, enregistraments d'àudio i vídeo trobats a l'arxiu dels concerts.
El 2019, va dissenyar la 'Al·lucinació Maquinal', una instal·lació audiovisual immersiva a Artechouse, un espai d'art digital situat al Mercat de Chelsea de Nova York. El projecte processava imatges de conjunts de dades de Nova York públicament disponibles comprenent unes 300 milions de fotos, i 113 milions d'altres punts de dades en brut. Aquell mateix any, Anadol va crear 'Seoul Haemong', una projecció de 16 minuts a la Plaça de Disseny Dongdaemun (DDP), un edifici de Seül, Corea de Sud, dissenyat per l'arquitecte Zaha Hadid, per celebrar el periode festiu de cap d'any a Corea.
L'any 2020, el treball d'Anadol va formar part del Triennal Melbourne NGV a Austràlia. El seu projecte "Memòries Quàntiques", va consistir en una pantalla de 35 peus per 35 peus.
El 2021, la Galeria Pilevneli d'Istanbul li va encarregar crear "Memòries d'una Màquina: Espai".
Anadol és professor de l'Escola d'Arts de Mitjans de Disseny a UCLA.

## Premis
Anadol ha rebut diversos premis i reconeixement per la seva feina incloent el Premi a la Millor visió de Microsoft Research, el Premi de Disseny alemany, el premi Moss Art+Arquitectura de la UCLA, el premi de l'Institut d'Investigació de les Arts de la Universitat de Califòrnia, el Premi de Disseny GlobalSEGD i una Residència d'Artista en art i intel·ligència artificial de Google. Ha estat seleccionat per participar en la Biennal d'Arquitectura de Venècia.